# Giacomo Goria
Giacomo Goria (Villafranca d'Asti, 28 ottobre 1571 – Vercelli, 3 gennaio 1648) è stato un vescovo cattolico italiano.

## Biografia
Nacque a Villafranca d'Asti, figlio del nobile Petrino Goria, notaio e podestà di Chiusano.
Compì gli studi ecclesiastici al seminario di Asti e si laureò in utroque iure all'università di Torino. Fu arciprete di Villanova d'Asti. Nel 1597 pronunciò l'orazione sinodale nel primo dei tre sinodi indetti dal vescovo Giovanni Stefano Aiazza, nel 1601 pronunciò l'orazione sinodale anche al secondo sinodo. Nel 1603 viene eletto dal capitolo tesoriere della Metropolitana, nello stesso anno viene nominato rettore dell'Ospedale Maggiore.
Resosi illustre per dottrina e saggezza, meritò di diventare precettore dei figli del duca Carlo Emanuele I di Savoia, fra cui il cardinale Maurizio, di cui fu poi uditore generale. Fu sempre il duca a nominare Giacomo Goria elemosiniere di Sua Altezza Reale (1605), a proporlo come canonico metropolitano di Torino (1606) e poi come vescovo di Vercelli. Ottenne la nomina papale il 17 agosto 1611. Undici giorni dopo fu consacrato vescovo a Roma dal cardinale Scipione Caffarelli-Borghese. In occasione della consacrazione episcopale il papa gli fece dono dell'anello episcopale appartenuto a san Carlo Borromeo. Fece il suo ingresso in diocesi il 16 dicembre, giorno anniversario della consacrazione di sant'Eusebio. Pedro de Heredia (1578-1648), maestro di cappella della cattedrale, compose in quest'occasione il mottetto Dicite Vercellae.
Nel 1612 accolse a Vercelli san Francesco di Sales, che si fermò in città per venerare Amedeo IX, di cui insieme con il vescovo Goria aveva perorato l'apertura della causa di beatificazione, la cui fase diocesana sarà inaugurata da Giacomo Goria nel 1615.
Il suo lungo episcopato fu particolarmente difficile. Visto con sospetto dal duca Vittorio Amedeo I per una presunta vicinanza agli spagnoli, per aver rifiutato di scambiare la cattedra di Vercelli con un'altra diocesi e per avere imposto scomuniche, passò lunghi periodi fuori dalla diocesi, anche prolungando le visite ad limina. Vide aggravarsi la sua situazione con lo scoppio della guerra franco-spagnola e risiedette per lungo tempo nella parte della diocesi che era nel ducato di Milano, particolarmente a Bolgaro e a Vicolungo. I contrasti giunsero a tal punto che il vicario generale da lui nominato fu estromesso, Vittorio Amedeo I scrisse al capitolo della cattedrale per chiedere l'elezione - illecita secondo il diritto canonico - di un nuovo vicario generale, il capitolo rifiutò protestando di non avere questo diritto, ma un nuovo vicario fu imposto dal nunzio apostolico Fausto Caffarelli. In seguito tutti i parenti del vescovo furono espulsi da Vercelli. La situazione del vescovo migliorò dopo la morte di Vittorio Amedeo I, quando Vercelli fu occupata dagli spagnoli e, poi con l'appoggio della fazione dei "principisti" che si opponevano alla reggenza di Madama Cristina, riuscì a spostare la sua residenza a Salussola e a Biella, dove assistette alla morte della venerabile Francesca Caterina di Savoia. Dopo oltre otto anni di assenza rientrò in Vercelli il 14 dicembre 1640: in quell'occasione il maestro di cappella della cattedrale Marco Antonio Centorio compose In reditu Episcopi ad cives. L'episcopato di monsignor Goria, che nonostante i travagli e gli ostacoli aveva potuto compiere più volte la visita pastorale, fu ricco di iniziative, soprattutto a beneficio del santuario di Oropa, fra cui spicca la prima solenne incoronazione del Simulacro della Vergine nel 1620, dell'istruzione laica e dei seminari e vide anche l'unione dei capitoli della cattedrale e di Santa Maria Maggiore.
Morì a Vercelli il 3 gennaio 1648 e fu sepolto nella chiesa di Sant'Elena a Villafranca d'Asti, di cui era stato benefattore.

## Genealogia episcopale
La genealogia episcopale è:
- Cardinale Guillaume d'Estouteville, O.S.B.Clun.
- Papa Sisto IV
- Papa Giulio II
- Cardinale Raffaele Sansone Riario
- Papa Leone X
- Papa Paolo III
- Cardinale Francesco Pisani
- Cardinale Alfonso Gesualdo di Conza
- Papa Clemente VIII
- Papa Paolo V
- Cardinale Scipione Caffarelli-Borghese
- Vescovo Giacomo Goria